# Väne-Ryrs socken
Väne-Ryrs socken i Västergötland ingick i Väne härad, uppgick 1952 i Vänersborgs stad och området ingår sedan 1971 i Vänersborgs kommun och motsvarar från 2016 Väne-Ryrs distrikt.
Socknens areal var 26,60 kvadratkilometer varav 25,10 land. År 1954 fanns här 486 invånare.  Kyrkbyn Väne-Ryr med sockenkyrkan Väne-Ryrs kyrka ligger i socknen.   

## Administrativ historik
Socknen har medeltida ursprung. Namnet var före den 1 januari 1886 (ändring enligt beslut den 17 april 1885) Ryrs socken och även Södra Ryrs socken.
Vid kommunreformen 1862 övergick socknens ansvar för de kyrkliga frågorna till Ryrs församling och för de borgerliga frågorna bildades Ryrs landskommun. Landskommunen inkorporerades 1952 i Vänersborgs stad som 1971 ombildades till Vänersborgs kommun. Församlingen uppgick 2010 i Vänersborg och Väne-Ryrs församling.
1 januari 2016 inrättades distriktet Väne-Ryr, med samma omfattning som församlingen hade 1999/2000. 
ocknen har tillhört län, fögderier, tingslag och domsagor enligt vad som beskrivs i artikeln Väne härad. De indelta soldaterna tillhörde Västgöta-Dals regemente, Väne kompani.

## Geografi
Väne-Ryrs socken ligger sydväst om Vänersborg. Socknen är en bergsbygd med odlingsbygd i dalar i väster.
En sätesgård var Kollerö bruk.

## Fornlämningar
Ett par boplatser och två hällkistor, varav en stor vid Skottene, från stenåldern är funna. Gravfält och spridda gravar finns från järnåldern och bronsåldern.

## Befolkningsutveckling
Befolkningen ökade från 473 1810 till 822 1870 varefter den minskade till 359 1970 då den var som minst under 1900-talet. Därefter vände folkmängden uppåt igen till 485 1990.

## Namnet
Namnet skrevs  1540 Ryr och kommer från kyrkbyn. Namnet innehåller ryd, 'röjning'.